# Трасса Эудженио Монти

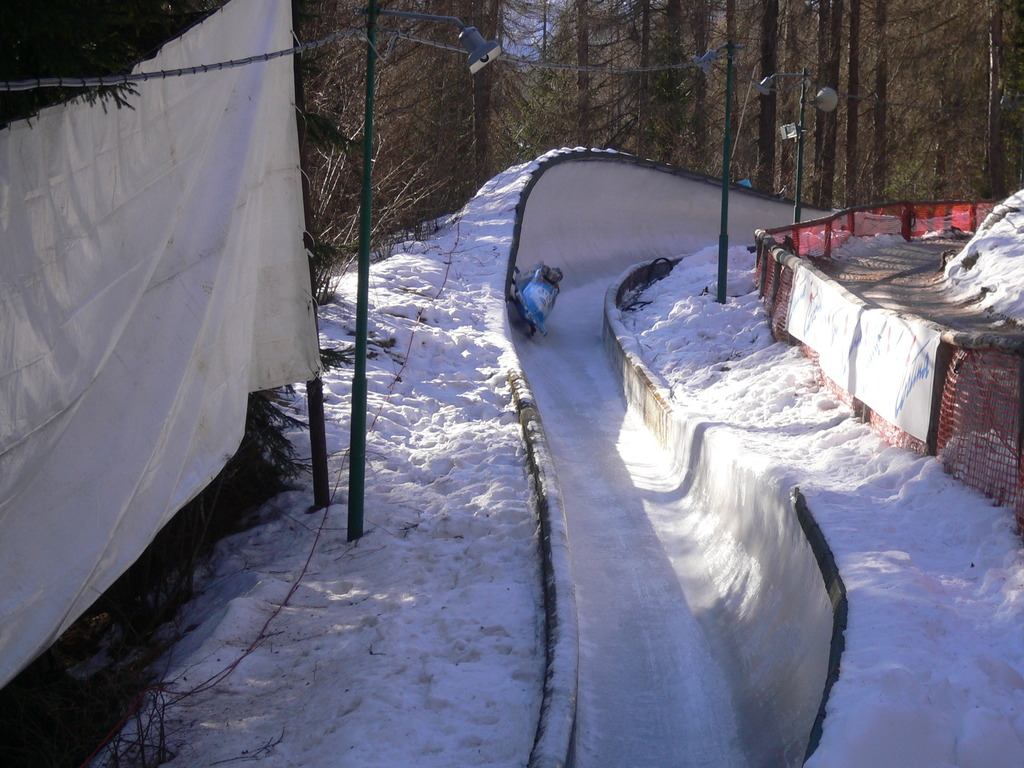
Один из участков трассы в 2007 году

Трасса Эудженио Монти (итал. pista Eugenio Monti) — спортивный объект для проведения соревнований по бобслею и скелетону, расположенный в итальянском горнолыжном курорте Кортина-д’Ампеццо. Назван в честь выдающегося итальянского бобслеиста Эудженио Монти (1928—2003), обладателя шести медалей зимних Олимпийских игр и десяти медалей чемпионатов мира. Трасса также известна тем обстоятельством, что здесь снимались некоторые сцены фильма о Джеймсе Бонде 1981 года «Только для ваших глаз», съёмки проходили сразу после состоявшегося здесь мирового первенства.
Трасса принимала олимпийские соревнования в 1956 году. В 2026 году здесь вновь пройдут Олимпийские игры.

## История
Первые соревнования по бобслею в Кортина-д’Ампеццо состоялись ещё в 1905 году, для этих целей использовалась занесённая снегом горная дорога в Доломитовых Альпах, её участок между Кортиной и деревней Покол. В 1911 году была произведена попытка возвести в центре города трассу для бобслея с искусственным покрытием, но в бюджете не нашлось средств на строительство, поэтому проект заморозили. В 1923 году в прилегающей деревне Ронко появилась трасса протяжённостью 1200 м с уникальной системой охлаждения в виде проложенных под землёй водопроводных труб.
Впервые крупные соревнования прошли здесь в 1928 году в рамках Международных университетских зимних игр (предшественниц современной Универсиады), проводимых Международной федерацией университетского спорта, уже тогда выявился главный недостаток трассы — малая длина. Чтобы привести сооружение в соответствие с мировыми стандартами, выйти на уровень знаменитых трасс в швейцарском Санкт-Морице и немецком Гармиш-Партенкирхене, в 1936 году была проведена масштабная реконструкция — финиш переместился к берегу реки Боите, общая протяжённость увеличилась до 1500 м при перепаде высот в 152 м и пятнадцати поворотах. В 1937 году здесь состоялись заезды двоек чемпионата мира по бобслею, два года спустя прошла программа четырёхместных экипажей мирового первенства, в ходе которой насмерть разбился швейцарский пилот Рето Кападрутт. Ещё одной перестройки трасса подверглась после Второй мировой войны в 1948 году, были переделаны все её участки, протяжённость возросла до 1700 м, добавился один поворот.
Когда Международный олимпийский комитет выбрал Кортина-д’Ампеццо местом проведения зимних Олимпийских игр 1956 года, Национальный олимпийский комитет Италии выделил значительные средства на усовершенствование трассы: в соответствии с требованиями МОК трасса была оборудована большим табло, электронными системами подсчёта времени и суммирования результатов. В 1960 году на трассе прошёл незапланированный изначально чемпионат мира — соревнования пришлось организовать в срочном порядке, поскольку устроители Олимпиады в Скво-Вэлли отказались возводить у себя бобслейную трассу, и этот вид спорта исчез из олимпийской программы.
Чемпионат мира 1966 года омрачился гибелью западно-германского пилота Тони Пенспергера, после чего Международная федерация бобслея и тобоггана запретила проводить здесь соревнования, пока не будут приняты меры по обеспечению безопасности спортсменов. Принятых мер оказалось недостаточно, и чемпионат мира 1981 года запомнился ещё одним несчастным случаем — погиб американский бобслеист Джеймс Морган. Через неделю после окончания соревнований здесь проходили съёмки фильма «Только для ваших глаз», и в первый же день насмерть разбился один из каскадёров съёмочной группы. Все эти неприятности вынудили организаторов провести коренную перестройку трассы, чтобы довести уровень безопасности до максимально возможного предела . Как результат, длина уменьшилась до 1350 м при перепаде высот в 120 м и среднем градиенте 9,3 %, в то время как количество поворотов сократилось до тринадцати.
Впоследствии функционеры FIBT признали трассу достаточно безопасной, в 1989 и 1999 годах здесь состоялись ещё два мировых первенства, и на сей раз никаких трагических инцидентов не было. После смерти в 2003 году знаменитого итальянского бобслеиста Эудженио Монти трассу назвали его именем. В 2011 году город должен был принять очередной чемпионат мира, но из-за появления в программе соревнований скелетона трасса не прошла гомологацию, и чемпионат перенесли в немецкий Кёнигсзее. На данный момент трасса удовлетворяет всем международным требованиям, с недавнего времени жёлоб оборудован современной системой искусственного охлаждения.

## Рекорды
| Дисциплина                | Рекорд | Спортсмены                                               | Дата            | Время, с |
| ------------------------- | ------ | -------------------------------------------------------- | --------------- | -------- |
| Бобслей, мужчины-двойки   | разгон | Пьер Людерс и Джулио Цардо                               | 19 января 2002  | 4,84     |
| Бобслей, мужчины-двойки   | финиш  | Томас Флоршюц и Саша Шелетер                             | 12 января 2006  | 52,80    |
| Бобслей, мужчины-четвёрки | разгон | Мартин Аннен, Андреас Геес, Беат Хефти и Седрик Гран     | 19 декабря 2004 | 4,74     |
| Бобслей, мужчины-четвёрки | финиш  | Брюно Минжон, Эммануэль Осташ, Кристоф Фуке и Макс Робер | 16 января 2000  | 51,96    |
| Бобслей, женщины-двойки   | разгон | Хелен Аппертон и Дженнифер Чокетти                       | 12 января 2007  | 5,29     |
| Бобслей, женщины-двойки   | финиш  | Сандра Кириасис и Роми Логш                              | 12 января 2007  | 54,60    |